# 宮崎信義
宮崎 信義（みやざき のぶよし　1912年2月24日 - 2009年1月2日）は、日本の歌人。口語自由律短歌（いわゆる新短歌）の隆盛に努めた。短歌雑誌「未来山脈」代表。京都歌人協会委員長。新短歌人連盟会長。現代歌人協会会員。

## 略歴
滋賀県坂田郡息長村箕浦（現在の米原市）、米原駅近くの母の生家で生まれる。2歳の時に、警察官だった父を殉職で失う。その後、教職についた母に育てられる。
昭和6年、県立彦根中学校（現在の滋賀県立彦根東高等学校）時代、歌人の平井乙磨の薦めで前田夕暮の「詩歌」の会員となり、矢代東村の選で「詩歌」に初めて短歌5首が掲載された。横浜の旧制横浜専門学校（現在の神奈川大学）に進学するため関東に移り、中野嘉一や香川進らと出会う。新宿の中村屋で開かれていた「詩歌」の歌会に出席し、また、夕暮の自宅を訪問するなど、積極的に活動する。
卒業後、大阪鉄道局に就職。「詩歌」を退会し、石原純の「立像」に作品を寄稿する傍ら、逗子八郎の「短歌と方法」の同人となり、西洋文化を取り入れた新たな秩序を求める歌論の発表を続けた。
昭和14年、結婚し、一男二女をもうける。昭和18年、召集され、中国に出征。戦場での過酷な体験は、第二歌集『夏雲』に克明に詠み込まれた。昭和21年に復員。昭和24年2月、日本全国に散らばった自由律歌人に呼びかけ、「新短歌」を創刊、京都で編集発行を続けた。
鉄道人としては日本国有鉄道に奉職し、神戸駅長を最後に退く。その後は70歳まで、京都駅観光デパート、大阪中井産業株式会社の役員を務めた。歌人としては96年の生涯を、ぶれることなく口語自由律短歌一筋に捧げた「中興の祖」と評価される。
平成21年1月2日、食道癌のため自宅にて死去。

## 作風
昭和初期、新興短歌運動の隆盛にともない、口語自由律の短歌雑誌「短歌と方法」（第二期）に参加。いわゆるシュルレアリスムの手法をとり、無意識から生じる形象を通じた美的効果を追求した。
- 太陽に真赤な花を咲かせるのだ<敵の弾に死んでやるのだ>恋人のにほふ午餐よ　（「短歌と方法」昭和12年9月号）
- 島に住む疾風をえらべ　花々ナイフはN・MIYAZAKI氏の右腕のランナア　（同昭和13年6月号）

戦後、その作風は一変し、「主知的あるいはシュル・レアリズム的な方法はほとんどない」と評されるほどに、リアリズムを志向する。内面的な苦しみや主体の感を素朴に表出した。戦前のシュルレアリスム的詩情を惜しむ批評もある一方で、超現実主義を反省する立場から新たな作品を生み出そうとしたとの評価もある。宮崎自身も、現代語で現代の生活感情を表現することが新短歌の使命であると強調する。従って、宮崎の作品は素朴かつ自然発生的な詠風へと進む。
- 安らぎを与えよ　魚屋に魚がならび　排水溝に水が流れる　（『年刊・新短歌』1966版）
- 青空をつつみこんで山がふくれる山よりほかにない　（同）

この平易な簡潔さの中に、日本の短歌的リリシズムが見出される。

## 歌集
- 『流域』（新短歌社、1955年）
- 『夏雲』（新短歌社、1955年）
- 『交差路』（新短歌社、1957年）
- 『急行列車』（新短歌社、1969年）
- 『梅花忌』（短歌研究社、1976年）
- 『和風土』（白玉書房、1977年）
- 『二月の火』（短歌研究社、1983年）
- 『太陽は今』（短歌研究社、1988年）

以上は『宮崎信義短歌作品集』（短歌研究社、1988年）に収録。
- 『地に長く』（短歌新聞社、1996年）
- 『千年』（短歌研究社、2002年）
- 『山や野や川』（ながらみ書房、2005年）
- 『右手左手』（短歌研究社、2007年）

以上は『宮崎信義短歌作品集Ⅱ』（短歌研究社、2007年）に収録。
- 『いのち』（短歌研究社、2010年）

他に『新短歌選集』など11冊の編著がある。

## 代表作
- 「ここにこうしているのが不思議な気がするいなくなって変わるまい」（『二月の火』、第1歌碑として妙心寺如是院に建立）
- 「ゆすぶってやれゆすぶってやれ木だって人間だって青い風が好きだ」（『急行列車』、第2歌碑として彦根城の金亀公園に建立）
- 「山が描けるか風や水が描けるかあと一日で春になる」（第3歌碑として御室山越の印空寺に建立）
- 「自然はすべてを引き受けてくれるそのままに何事もなかったように」
- 「ふるさとの自然に還る－－其れが何より生まれ育ったところなのだ」（以上2首は「未来山脈」2009年1月号に掲載された絶筆）

## 受賞
- 1995年 - 作品「地方系」20首にて第31回短歌研究賞
- 2005年 - 第1回日本短歌雑誌連盟特別功労賞

## 脚註
1. ↑  光本恵子 『宮崎信義のうた百首』 短歌研究社、1999年、2-7p。
2. ↑  「宮崎信義略歴」『いのち』 短歌研究社、2010年、83p。
3. 1 2 3  瓜生憲 「宮崎信義論」『新短歌作家論』 芸術と自由社編、芸術と自由社、1969年。
4. ↑  中野嘉一 『新短歌の歴史』 昭森社、1967年、348p。